# وسام سلامانا
وسام سلامانا (مواليد 26 أكتوبر 1985) هو ملاكم سوري، مثّل بلاده في الألعاب الأولمبية الصيفية 2012.

## روابط خارجية
وسام سلامانا على موقع بوكس ريك (الإنجليزية) (registration required)
- وسام سلامانا على موقع أوليمبيديا (الإنجليزية)